# آرتور نایت (منتقد فیلم)
آرتور نایت (انگلیسی: Arthur Knight؛ ۳ سپتامبر ۱۹۱۶ – ۲۵ ژوئیهٔ ۱۹۹۱) مقاله‌نویس، مجری تلویزیون، منتقد تاریخ سینما و فیلم اهل ایالات متحده آمریکا بود.
کتاب مشهور وی با عنوان سرزنده‌ترین هنر (به انگلیسی: The Liveliest Art) با موضوع تاریخ سینما، که نخستین‌بار در ۱۹۵۷ میلادی منتشر شد؛ به عنوان کتاب درسی در کالج‌ها و دانشگاه‌های سراسر جهان تدریس می‌شود.
این کتاب با عنوان «تاریخ سینما» به وسیلهٔ «نجف دریابندری» ترجمه و برای نخستین‌بار در سال ۱۳۴۰، در قطع بزرگ، توسط انتشارات امیرکبیر، منتشر شد.

## زندگی‌نامه
او از سیتی کالج نیویورک در سال ۱۹۴۰ میلادی فارغ‌التحصیل شد و دستیار متصدی فیلم در موزه هنر مدرن مشغول به کار شد. او از سال ۱۹۴۱ تا ۱۹۴۵ میلادی با درجهٔ ستوان در ارتش خدمت کرد. وی مقالات بسیاری در هالیوود ریپورتر (۱۹۷۳ — ۱۹۸۶) منتشر کرد. نایت نویسنده و مجری مجموعهٔ تلویزیونی «سکس در سینما» برای شبکه کابلی تلویزیون پلی‌بوی و در سال ۱۹۷۴ میلادی، عضو هیئت داوران بیست و چهارمین جشنواره بین‌المللی فیلم برلین بوده است.
همسر اول او طراح صحنه و لباس مری آن نیبرگ بود، که در سال ۱۹۷۹ میلادی درگذشت.

## مدرس فیلم
موسساتی که وی در آنجا به آموزش مشغول بوده، عبارتند از:
- آکادمی موسیقی بروکلین
- نیو اسکول
- کالج هانتر
- دانشگاه کلمبیا
- دانشگاه کالیفرنیا
- دانشگاه کالیفرنیای جنوبی
- مدرسه فیلم رادیو و تلویزیون استرالیا

جرج لوکاس، رابرت زمکیس، جان کارپنتر و راندال کلیسر از جملهٔ دانشجویان نایت در دانشگاه‌های مختلف بوده‌اند.